# Josef Schregel
Hubert Heinrich Emanuel Josef Schregel (* 13. März 1865 in Jülich; † 24. Dezember 1946 in Neumagen-Dhron an der Mosel) war ein deutscher Heimatdichter.

## Leben
Schregel kam mit acht Jahren nach Düren und arbeitete dort später als Weinhändler.
Seine Heimatverbundenheit brachte Schregel in vielen Gedichten zum Ausdruck, die er als Rheinländer sehr oft in der rheinischen Mundart, dem Dürener Platt, verfasste. Schregel ist heute umstritten, da er antisemitische Schriften wie das Gedicht  "Meer" 1931 veröffentlichte, wo er sich vorstellt, dass das Meer (die Natur) die Juden verschlingt (Quelle: Aachener Zeitung, 25. August 2023, Seite 15DE). 
Am 30. Juni 1930 wurde ihm für seine Verdienste um die Dürener Mundart das Ehrenbürgerrecht verliehen. Seit 1930 war er Ehrenmitglied der katholischen Studentenverbindung KDStV Staufia Bonn im CV.
Die frühere Eisenbahnstraße (seit 1. September 1841) in Düren ist seit dem 30. Januar 1947 nach ihm benannt. Vom 6. April 1933 bis Kriegsende 1945 hieß sie Adolf-Hitler-Straße.

## Werke
- Rheintreue, Verlag Hamelsche Druckerei, Düren
- Saache zom Laache, Verlag Hamelsche Druckerei, Düren
- Arbeet, Verlag Hamelsche Druckerei, Düren
- Heimaterde, Verlag Hamelsche Druckerei, Düren